# براساولا
براساولا (نام علمی: Brassavola) نام یک سرده از تبار رودرختان است.